# Akron, Canton and Youngstown Railroad
L'Akron, Canton and Youngstown Railroad (sigle de l'AAR:ACY) était un chemin de fer américain de classe I qui exista entre 1907 et 1982, circulant entre Mogador et Delphos, Ohio. Il commença sous le nom de Akron, Canton and Youngstown Railway, dont la petite ligne reliait Mogadore à Akron, Ohio. En 1964, le Norfolk and Western Railway (N&W) prit son contrôle mais conserva son nom jusqu'à sa fusion en 1982.

## Les origines
L'Akron, Canton and Youngstown Railway fut créé en 1907, et il reliait Akron (Ohio) à Delphos. Sa ligne fut ouverte en 1912, mais la liaison Canton / Youngstown ne fut jamais réalisée.
Plus antérieur, fut le Northern Ohio's Route, construit en 1881 en voie étroite, comme portion d'un vaste réseau mal en point et entièrement en voie étroite; il passa en voie standard en 1890, fut réorganisé en Northern Ohio Railway en 1895 et fut loué au Lake Erie and Northern. Il resta déficitaire jusqu'à ce que le prospère AC&Y en prît le contrôle en 1920. L'AC&Y devint alors un chemin de fer de classe 1, reliant Akron à Delphos avec 274 km de voie. En 1944, il fusionna avec le Northern Ohio Railway, pour former l'Akron, Canton  and Youngstown Railroad.

## La fin de l'indépendance
Le 16 octobre 1964, le N&W racheta l'AC&Y, le Wabash Railroad, et le New York, Chicago and St. Louis Railroad (Nickel Plate). L'AC&Y continua d'exister jusqu'à sa fusion avec le N&W le 1er janvier 1982. Le 1er juin 1990, le NS vendit la portion de l'ex  AC&Y, allant de Carey à Mogadore, à une nouvelle compagnie qui reprit le nom de Wheeling and Lake Erie (WE). Le WE s'interconnecte avec le NS à Akron et Sterling.

### Traduction
- (en) Cet article est partiellement ou en totalité issu de l’article de Wikipédia en anglais intitulé « Akron, Canton and Youngstown Railroad » (voir la liste des auteurs).